# Plaza de la República (Elvas)

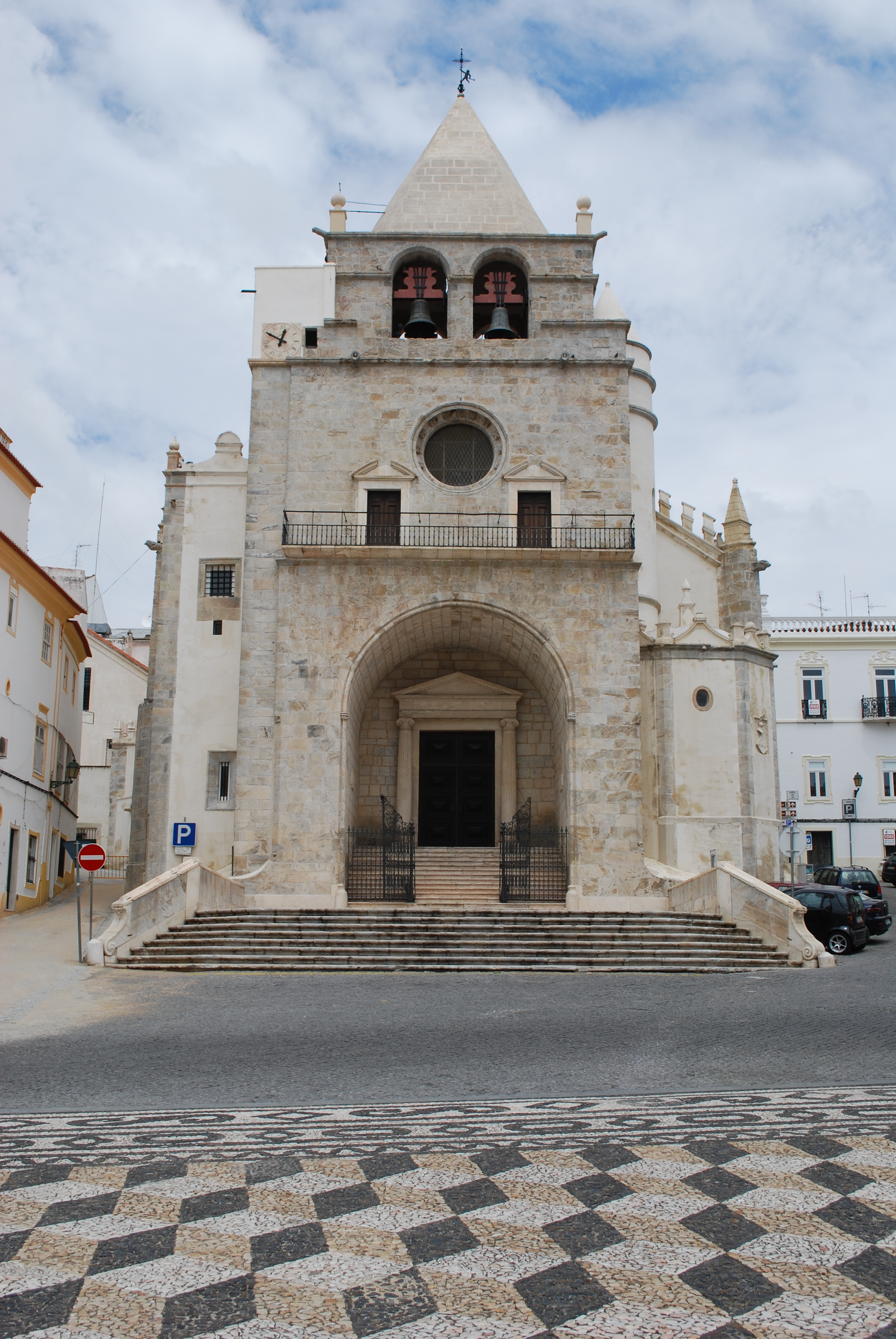
Antigua Catedral de Elvas en la Plaza de la República, llamada en la actualidad Iglesia de Nuestra Señora de la Asunción.

La  Plaza de la República está situada en la freguesia de Assunção, Ajuda, Salvador y Santo Ildefonso, en la ciudad y municipio de Elvas, en el Distrito de Portalegre, en Portugal. Es la principal plaza del centro histórico de la ciudad.

## Historia
Las obras de ejecución de la plaza se iniciaron en 1511 y fueron realizadas en el contexto de grandes mejoras promovidas durante el reinado de Manuel I de Portugal cuando la población fue elevada a la categoría de ciudad. Los planos para crear una nueva plaza eran antiguos a lo que se une un documento de la Cámara Municipal, fechado en 1477, que afirmaba que el antiguo centro de la villa —una plaza situada en los Cantos da Carreira— era «indigno» para la población.
En 1517 se inició la construcción de la  Iglesia de Nuestra Señora de la Asunción en una plaza que en esa época se llamaba la «Plaza Nueva», proyectada por Francisco de Arruda en el estilo vigente, el  manuelino. Esta iglesia, cuya construcción duró  casi todo el siglo XVI, fue elevada a la categoría de catedral y sirvió como «Sé de Elvas» hasta 1882, año el que la diócesis fue suprimida. En 1538 se trasladaron a un edificio de la plaza los nuevos  Paços do Concelho construidos junto a la muralla de la  época musulmana. La «Plaza Nueva» se convirtió de esta forma en el centro religioso y administrativo de Elvas, más allá de ser un local donde se llevaban a cabo ferias y corridas de toros.
En 1886 pasó a llamarse «Plaza del Príncipe don Carlos» y en 1910 «Plaza de la República». Desde finales del siglo XX y principios del siglo XXI es lugar obligado de paso para los turistas que  visitan la ciudad.
Bajo la «Plaza de la República» hay un aparcamiento subterráneo desde 2007 con una capacidad de casi 300 automóviles en las tres plantas que tiene. Está explotado por la Cámara Municipal de Elvas.
En la propia plaza tienen sus sedes diferentes organismos públicos y privados como son  la «Câmara Municipal de Elvas», o «Serviço de Finanças de Elvas», el principal «Posto de Turismo» de la ciudad, la «Agência de Elvas do Novo Banco»,  «Aquelvas» (empresa que gestiona  las aguas en el concejo de Elvas), o «Centro Municipal da Juventude» y también la «Universidade Sénior de Elvas», la «Loja Ponto Já» del «Instituto Português da Juventude» y el «Ginásio Sénior Municipal» así como cafés, tiendas, oficinas de todo tipo de empresas nacionales y locales, clínicas dentales y veterinarias, etc.
En las noches de verano se convierte en una plaza muy buscada y frecuentada por su gran extensión. También se celebran en esta plaza otros eventos como son  el Festival Medieval de Elvas, la Feria Ibérica del Libro, el Festival «Noites de Verão» (Noches de Verano) y el Festival Internacional de Folclore.